# Parayasa atricapilla
Parayasa atricapilla är en insektsart som beskrevs av William Lucas Distant. Parayasa atricapilla ingår i släktet Parayasa och familjen hornstritar. Inga underarter finns listade i Catalogue of Life.